# 1639 en philosophie
Chronologie de la philosophie
- 1635
- 1636
- 1637
- 1638
- 1639
- 1640
- 1641
- 1642
- 1643

L’année 1639 a été marquée, en philosophie, par les événements suivants :

## Publications
- Comenius : Prodromus pansophiae (Prélude à la sagesse universelle), 1639, Londres .

- Marin Cureau de La Chambre : Traitté des libertez de l'Église de France (1639)

- Antoine Sandérus :  Hagiologium Flandriae sive de sanctis eius provinciae liber unus, Anvers, 1625 (2e éd., Lille, 1639)

- Johannes Micraelius :  Sechs Bücher vom alten Pommernland, 1639-1640
  - 1. Buch: Johannis Micraelii Erstes Buch Deß Alten Pommer-Landes
  - 2. Buch: Johannis Micraelii Ander Buch Deß Alten Wendischen Pommerlandes
  - 3. Buch: Johannis Micraelii Drittes Buch Deß Alten Sächsischen Pommerlandes
  - 4. Buch: Johannis Micraelii Erstes Theil Der Letzten Pommerschen Jahr-Geschichten ... Und also Das Vierdte Buch Vom PommerLande
  - 5. Buch: Johannis Micraelii Fünfftes Buch Der Pommerschen Jahr-Geschichten
  - 6. Buch: Johannis Micraelii Sechstes und Letztes Buch / Von deß Pommerlandes Gelegenheit und Einwohnern

- Thomas Hobbes : Logica, Ex T.H. et Philosophia prima. Ex T.H. (1639 ca.), Chatsworth MS A. 10, publié par J. Jacquot et H.W. Jones en Appendice III de la Critique du « De Mundo » de Thomas White, 461-513.

## Décès
- 21 mai à Paris : Tommaso Campanella est un moine dominicain et philosophe italien, né le 5 septembre 1568 à Stilo (Calabre). Il s'intéresse principalement à la politique de son temps (monarchie espagnole régnant alors sur la Calabre intégrée au royaume des Deux-Siciles), et développe, notamment dans son ouvrage La Cité du Soleil, des thèses de philosophie politique qui tendent vers l'utopie. Il élabore également sa propre théorie de la connaissance.